# Codilia retardata
Codilia retardata är en insektsart som beskrevs av Nielson 1982. Codilia retardata ingår i släktet Codilia och familjen dvärgstritar. Inga underarter finns listade i Catalogue of Life.